# 히라쓰카 공습

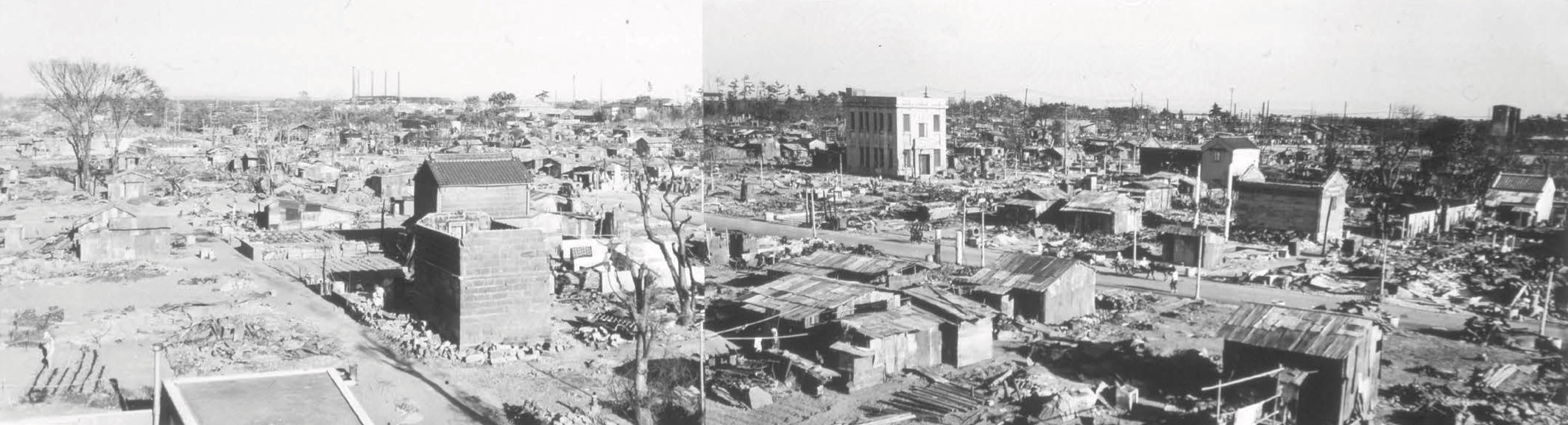
1945년 공습 이후 폐허가 된 히라쓰카시

제2차 세계 대전 기간의 히라쓰카 폭격은 히라쓰카 대공습(일본어: 平塚大空襲 히라쓰카다이구슈[*])라고도 부르며 제2차 세계 대전 기간 중 일본 전역 수행 기간인 1945년 7월 16일 있었던 미국 공군의 일본 가나가와현 히라쓰카시에 대한 전략폭격 작전이다. 이 외에도 1945년 7월 30일 해상 포격 작전도 같이 시행되었다.

## 배경
가나가와 현의 히라쓰카시는 대도시거나 인구가 많은 중요 도시는 아니였으나, 군사적으로 중요한 목표 2곳이 있었다. 하나는 히라쓰카 해군탄약고였고 다른 하나는 일본국제항공공업 공장으로 둘다 도심 북부에 있었다. 또한 도쿄와 오사카를 잇는 도카이도 본선이 지나는 곳이었으며 몰락 작전 시행시 연합군이 상륙할 주요 해변 중 하나였다.

## 공습
히라쓰카 시는 군사적으로 중요한 시설이 있었지만, 제2차 세계 대전 종전 막바지까지 제대로 된 폭격이 없었다. 최초의 대규모 폭격은 1945년 7월 16일 야간폭격이었다. 미국 육군 항공대 제20공군 제314폭격편대 소속 보잉 B-29 슈퍼포트리스 138기가 소이탄 1,163t을 투하하여 도시 중심부를 파괴했다. 그러나 투하한 폭탄의 대부분이 민간인들이 모여 사는 도시 중심부에 집중되어서, 도시 외곽에 있던 일본 제국 해군탄약고는 탄약 생산량의 5%만 타격을 받았으며, 항공기 공장 생산량은 10%만 피해를 입는 등 군수산업에 큰 피해는 입지 않았다. 이 폭격으로 약 228명이 사망한 것으로 추측된다.
전후 미국 육군 항공대가 발간한 전략폭격분석보고서에서는 이 폭격으로 시가지의 44.8%가 완전히 파괴되었다고 분석했다.

## 같이 보기
- 제2차 세계 대전 기간의 전략폭격

## 서지
- Kenneth P. Werrell (1996년). 《Blankets of Fire》. Smithsonian Institution Press. ISBN 1-56098-665-4.
- F. J. Bradley (1999년). 《No Strategic Targets Left. Contribution of Major Fire Raids Toward Ending WWII》. Turner Publishing. ISBN 1-56311-483-6.
- Kit C. Carter (1975년). 《The Army Air Forces in World War II: Combat Chronology, 1941-1945》. DIANE Publishing. ISBN 1-4289-1543-5.
- Conrad C. Crane (1994년). 《The Cigar that brought the Fire Wind: Curtis LeMay and the Strategic Bombing of Japan》. JGSDF-U.S. Army Military History Exchange. ASIN B0006PGEIQ.
- Robert F. Dorr (1994년). 《B-29 Units of World War II》. Osprey Publishing. ISBN 1-84176-285-7.
- Richard B. Frank (2001년). 《Downfall: The End of the Imperial Japanese Empire》. Penguin. ISBN 0-14-100146-1.
- A. C. Grayling (2007년). 《Among the Dead Cities: The History and Moral Legacy of the WWII Bombing of Civilians in Germany and Japan》. Walker Publishing Company Inc. ISBN 0-8027-1565-6.
- Edwin P. Hoyt (2000년). 《Inferno: The Fire Bombing of Japan, March 9 – August 15, 1945》. Madison Books. ISBN 1-56833-149-5.
- Donald H. Shannon (1976년). 《United States air strategy and doctrine as employed in the strategic bombing of Japan》. U.S. Air University, Air War College. ASIN B0006WCQ86.
- Dennis Wainstock (1996년). 《The Decision to Drop the Atomic Bomb》. Greenwood Publishing Group. ISBN 0-275-95475-7.